# Superman (film 2025)
Superman – amerykański fantastycznonaukowy film superbohaterski na podstawie komiksów DC o jego tytułowej postaci. Za reżyserię odpowiada James Gunn, który napisał także scenariusz. W rolach głównych wystąpili: David Corenswet, Rachel Brosnahan, Nicholas Hoult, Isabela Merced, Edi Gathegi, Nathan Fillion i Anthony Carrigan.
Jest to pierwszy film należący do franczyzy DC Universe i jej pierwszego rozdziału, Gods and Monsters, a także reboot serii filmów o Supermanie. Film opowiada o przygodach Clarka Kenta / Supermana, który próbuje pogodzić swoje kryptońskie pochodzenie z życiem u przybranej ludzkiej rodziny w Smallville w stanie Kansas.
Prace nad sequelem pierwszego filmu DC Extended Universe (DCEU) Człowiek ze stali (2013) rozpoczęły się w październiku 2014 roku, a Henry Cavill miał ponownie wcielić się w rolę Supermana. Ostatecznie jednak plany te zostały porzucone, a w sierpniu 2022 roku James Gunn rozpoczął prace nad nowym filmem o Supermanie. W październiku został współzarządzającym DC Studios wraz z Peterem Safranem, a w grudniu ujawniono, że Gunn jest w trakcie pisania scenariusza. Tytuł filmu został ogłoszony w styczniu 2023 roku, w marcu potwierdzono, że Gunn będzie reżyserem, a w czerwcu Corenswet i Brosnahan zostali obsadzeni w głównych rolach. Film czerpie inspirację z komiksu „All-Star Superman” (2005-2008) autorstwa Granta Morrisona i Franka Quitely'ego. Zdjęcia rozpoczęły się 29 lutego 2024 roku w Trilith Studios w Atlancie w stanie Georgia, a zakończyły 30 lipca.
Superman miał swoją światową premierę 7 lipca 2025 roku w TCL Chinese Theater. Dla szerszej publiczności w Stanach Zjednoczonych został wydany 11 lipca. Film otrzymał pozytywne recenzje krytyków. Uznali oni go za zabawny i pełen kolorów, choć niektórzy uważali, że jest „zbyt wypchany”, chwalono natomiast występy Corensweta, Brosnahan i Houlta.

## Obsada
- David Corenswet jako Clark Kent / Superman – Kryptończyk wysłany przez rodziców jako niemowlę na Ziemię, dziennikarz Daily Planet w Metropolis[2].
- Rachel Brosnahan jako Lois Lane – reporterka Daily Planet i bliska współpracowniczka Clarka Kenta[2].
- Nicholas Hoult jako Lex Luthor – wpływowy biznesmen i arcywróg Supermana[3][4].
- Edi Gathegi jako Michael Holt / Mister Terrific – superbohater i naukowiec[5].
- Anthony Carrigan(inne języki) jako Rex Mason / Metamorpho – archeolog i superbohater, który potrafi dowolnie transmutować swe ciało[6].
- Nathan Fillion jako Guy Gardner / Zielona Latarnia – galaktyczny strażnik pokoju w Korpusie Zielonych Latarni[5].
- Isabela Merced jako Hawkgirl – skrzydlata superbohaterka, walcząca bronią białą[5].

W filmie wystąpili także: María Gabriela de Faría jako Angela Spica / The Engineer, kontrolująca nanoboty wbudowane w jej ciało; Sara Sampaio jako Eve Teschmacher – dziewczyna Lexa Luthora; Skyler Gisondo jako Jimmy Olsen – młody fotograf pracujący dla Daily Planet i kolega Clarka Kenta; Zlatko Burić jako Vasil Glarkos, dyktator Boravii.
Ponadto Bradley Cooper i Angela Sarafyan pojawili się jako biologiczni rodzice Supermana, Jor-El i Lara, a Pom Klementieff i Michael Rooker podłożyli głosy jego robotom; John Cena miał cameo jako Peacemaker; brat Jamesa Gunna, Sean, jako biznesmen Maxwell Lord, a Milly Alcock jako kuzynka Supermana, Kara Zor-El / Supergirl.

## Produkcja

### Rozwój projektu
W 2012 roku studio Warner Bros. Pictures planowało, aby film Człowiek ze stali, oparty na postaci Supermana, zapoczątkował uniwersum, które stało się znane jako DC Extended Universe. W październiku 2014 ogłoszono pełną listę planowanych produkcji, priorytetowo traktując film Batman v Superman: Świt sprawiedliwości, gdyż Człowiek ze stali nie spełnił oczekiwań finansowych studia. Pomimo tego poinformowano, że trwają prace nad kontynuacją Człowieka ze stali, w której Henry Cavill ma ponownie wcielić się w rolę Clarka Kenta / Supermana. Reżyser Zack Snyder zdradził, że jako antagonistów rozważano uwięzionych Kryptończyków z pierwszego filmu i postać Brainiaca. W 2016 roku pojawiły się informacje, że film nie jest już aktywnie rozwijany, co potwierdził później Dany Garcia, menadżer Cavilla. Pod koniec tego samego roku Amy Adams, wcielająca się w Lois Lane, powiedziała, że studio pracuje nad scenariuszem kontynuacji. W 2017 roku ujawniono, że Matthew Vaughn prowadził wstępne rozmowy na temat wyreżyserowania filmu. Po problemach w trakcie produkcji filmu Liga sprawiedliwości, Warner Bros. ponownie zawiesiło prace nad kontynuacją Człowieka ze stali, która nie pojawiła się w planach studia na najbliższe lata.
W lipcu 2018 roku, przed premierą Mission: Impossible – Fallout, reżyser Christopher McQuarrie i występujący w nim Henry Cavill przedstawili swoją wizję nowego filmu o Supermanie, lecz Warner Bros. nie zrealizowało tego pomysłu. Tego samego roku studio poprosiło Jamesa Gunna o napisanie i wyreżyserowanie filmu o Supermanie, ale nie był on pewien, czy chce zająć się tą postacią. Zamiast tego Gunn zdecydował się nakręcić Legion samobójców. We wrześniu trwały negocjacje w sprawie ponownego pojawienia się Cavilla w epizodycznej roli w filmie Shazam!, jednak zakończyły się z powodu kwestii kontraktowych, a także konfliktu harmonogramu i zobowiązaniami Cavilla dotyczącymi Mission: Impossible. Aktor miał rozstać się ze studiem, nie planując ponownego wcielenia się w rolę w przyszłych projektach, ale w listopadzie 2019 roku ujawnił, że nie zrezygnował całkowicie i nadal chce wcielać się w Supermana. W maju 2020 roku poinformowano, Warner Bros. porzuciło prace nad kontynuacją Człowieka ze stali, ale Cavill prowadził rozmowy na temat pojawienia się w innym projekcie. W lutym 2021 roku ujawniono, że Ta-Nehisi Coates pisze nowy film o Supermanie, za którego produkcję odpowiada J.J. Abrams. Tytułową postać zagrać miał czarnoskóry aktor, a wśród kandydatów wymieniano Michaela B. Jordana.
W kwietniu 2022 roku, po połączeniu WarnerMedia i Discovery, Inc. i utworzeniu Warner Bros. Discovery, nowy dyrektor generalny David Zaslav planował restrukturyzację DC Entertainment, w tym zatrudnienie lidera kreatywnego, na wzór prezesa Marvel Studios Kevina Feige’a, który kierowałby projektami filmowymi i telewizyjnymi. Zaslav i WBD uważali, że DC brakowało „spójnej strategii kreatywnej i strategii marki” i nie wykorzystywali postaci Supermana. Pod koniec sierpnia James Gunn został zatrudniony do pracy nad nowym filmem o Supermanie, który nie był powiązany z sequelem Człowieka ze stali. W październiku 2022 roku Cavill pojawił się w scenie po napisach końcowych w filmie Black Adam, a Warner Bros. poinformowało, że ponownie pracuje nad kontynuacją Człowieka ze stali z Cavillem w roli głównej. Szefowie Warner Bros. zezwolili na występ Cavilla po bezpośrednich prośbach Dwayne’a Johnsona, który odgrywał główną rolę w tym filmie, i producentów. Johnson zaczął promować pomysł filmu Black Adam vs. Superman z udziałem Cavilla. Cavill publicznie ogłosił, że powróci jako Superman w przyszłych projektach i powiedział, że jego epizodyczna rola w Black Adamie była tylko „małym przedsmakiem” przyszłych planów. Film Abramsa i Coatesa nadal miał być w fazie rozwoju.
W październiku 2022 roku James Gunn i Peter Safran zostali ogłoszeni współzarządzającymi nowo utworzonym DC Studios. Po objęciu stanowisk para rozpoczęła opracowywanie dziesięcioletniego planu dla nowego DC Universe, który byłby „miękkim restartem” DC Extended Universe. W połowie listopada ujawniono, że Gunn napisze scenariusz do jednej z produkcji, a Andy Muschietti, reżyser filmu Flash (2023), wyraził zainteresowanie wyreżyserowaniem projektu o Supermanie w podobnym tonie do Supermana Richarda Donnera (1978). Prace nad sequelem Człowieka ze stali utknęły w martwym punkcie jeszcze w tym samym roku.
W grudniu 2022 roku Gunn stwierdził, że produkcja o Supermanie jest dużym priorytetem dla DC Studios. Niedługo później ogłosił, że pisze nowy film o tej postaci, który skupi się na młodszej wersji Clarka Kenta i dlatego nie zagra go Henry Cavill. Pojawiły się informacje, że Gunn może też wyreżyserować ten film. Gunn i Safran spotkali się z Cavillem, aby wyjaśnić swoją decyzję i omówić potencjalną współpracę z nim w innej roli w przyszłości. 31 stycznia 2023 roku Gunn i Safran zaprezentowali pierwsze projekty nowego uniwersum, które rozpoczyna się od Chapter One: Gods and Monsters. Pierwszym z nich jest Superman: Legacy. Datę premiery wyznaczono na 11 lipca 2025 roku. Safran chciał, aby Gunn wyreżyserował film. Gunn zdradził, że produkcja będzie czerpała inspirację z komiksu „All-Star Superman” autorstwa Granta Morrisona i Franka Quitely’ego, a następnego dnia pojawił się on na liście najlepiej sprzedających się komiksów Amazona. W marcu 2023 roku potwierdzono, że Gunn również wyreżyseruje film, a Safran będzie producentem. W kwietniu Gunn zdradził, że ton filmu będzie różnił się od tego, który obrał w Strażnikach Galaktyki, a także od poprzednich filmów o Supermanie, jednocześnie „szanując to, co było wcześniej”. Tego samego miesiąca rozpoczął się proces projektowania kostiumów, za które odpowiadały Beth Mickle i Judianna Makovsky.

### Casting
Do roli Supermana Gunn szukał aktora, który utożsamiałby się z rolą oraz byłby „kimś, kogo chcesz przytulić”. Powiedział także, że pojawi się postać Jimmy’ego Olsena i że nie chce, aby film był komedią.
Przesłuchania do głównych ról: Supermana, Lois Lane i Lexa Luthora rozpoczęły się na początku maja 2023 roku. Pod uwagę do roli Supermana brani byli: David Corenswet, Jacob Elordi, Tom Brittney i Andrew Richardson. Elordi zrezygnował, gdyż stwierdził, że rola ta będzie dla niego zbyt mroczna. Jako Lois Lane rozważano Emmę Mackey, Rachel Brosnahan, Samarę Weaving i Phoebe Dynevor. Nicholas Hoult, który miał zagrać Batmana w filmie Batman (2022), był przymierzany do roli Lexa Luthora, ale zdecydował się kandydować do roli Supermana. Rolę tę Gunn miał zaproponować więc Bradleyowi Cooperowi. Pierson Fodé, który pojawił się w jednym z odcinków serialu Supergirl, również kandydował do tytułowej roli i miał spodobać się Gunnowi. W połowie czerwca, na terenie Warner Bros. w Burbank w Kalifornii odbyły się testy ekranowe z udziałem Gunna i Safrana, a pod koniec tego miesiąca ogłoszono, że w roli Supermana i Lois Lane obsadzono Davida Corensweta oraz Rachel Brosnahan. Wśród kandydatów do roli Lexa Luthora byli bracia Alexander i Bill Skarsgård. 11 lipca, dwa lata przed planowaną datą premiery filmu, ogłoszono obsadzenie Isabeli Merced, Ediego Gathegi i Nathana Filliona w rolach odpowiednio Hawkgirl, Mister Terrific i Guya Gardnera / Zielonej Latarni. Anthony Carrigan, który chciał grać Luthora, został obsadzony jako Rex Mason / Metamorpho następnego dnia.
W połowie listopada 2023 roku ⁣María Gabriela de Faría została obsadzona jako Angela Spica / The Engineer, jedna z antagonistek filmu i członkini Authority. W przesłuchaniach do nieujawnionej roli miała także brać udział piosenkarka Madison Beer oraz O'Shea Jackson Jr. Ujawniono także, że Sara Sampaio i Skyler Gisondo zostali obsadzeni jako asystentka Luthora Eve Teschmacher i Jimmy Olsen, a Nicolas Hoult miał być brany pod uwagę do roli Luthora. Dziennikarz Jeff Sneider spekulował, że w filmie pojawi się postać Sama Lane’a i wskazał, że mógłby go zagrać Michael Rooker, lecz Gunn zaprzeczył tym doniesieniom.
W grudniu 2023 roku brat Gunna, Sean, został obsadzony w roli Maxwella Lorda w przyszłych projektach DCU. Wcześniej w filmie Wonder Woman 1984 rolę tę zagrał Pedro Pascal. James Gunn potwierdził też, że Hoult został obsadzony jako Lex Luthor, a Miriam Shor rozpoczęła negocjacje w sprawie nieujawnionej roli. W styczniu 2024 roku Gunn powiedział, że trwają prace nad planami zdjęciowymi, protetyką i modelami efektów wizualnych, kostiumy są kompletowane, a większość aktorów została obsadzona. Pod koniec miesiąca Milly Alcock została obsadzona jako kuzynka Supermana, Kara Zor-El / Supergirl. 22 lutego Gunn przeprowadził spotkanie z obsadą i ujawnił, że Terrence Rosemore wcieli się w postać pomocnika Luthora, Otisa.

### Zdjęcia
Główne zdjęcia rozpoczęły się 29 lutego 2024 roku, czyli w dniu kanonicznych urodzin Supermana, w Trilith Studios w Atlancie w stanie Georgia, pod roboczym tytułem „Genesis”. Rolę operatora pełnił Henry Braham. Wraz z rozpoczęciem zdjęć Gunn ogłosił, że tytuł filmu został skrócony do Superman, o czym zdecydował po ukończeniu ostatecznego szkicu. Film ma być kręcony także w Cleveland i Cincinnati, a także w Macon w stanie Georgia. Zdjęcia mają potrwać około czterech miesięcy. Początkowo miały rozpocząć się w styczniu 2024 roku, lecz zostały opóźnione przez strajk aktorów. Prace na planie zakończyły się 30 lipca 2024 roku.

### Muzyka
W grudniu 2023 roku Gunn powiedział, że większość ścieżki dźwiękowej filmu i głównych motywów została napisana. Nie ogłosił jednak kompozytora, ponieważ ich umowa na film miała nie być jeszcze sfinalizowana. W lutym 2024 roku ujawniono, że został nim John Murphy.

## Marketing
16 grudnia 2024 pokazano kilkusekundowy „ruchomy plakat”, który zawierał spowolnione wykonanie motywu „Superman March” Johna Williamsa z filmu Superman (1978). Jordan Moreau z „Variety” opisał go jako hołd dla Christophera Reeve’a i zauważył, że muzyka zremiksowała ścieżkę Williamsa, aby była cichsza i „bardziej przemyślana”. Pierwszy zwiastun został opublikowany w Internecie 19 grudnia 2024 roku. Został obejrzany ponad 250 milionów razy w ciągu pierwszych 24 godzin, a Gunn potwierdził, że był to najczęściej oglądany i omawiany zwiastun DC i Warner Bros. wszech czasów. Zwiastun także zawiera zmodyfikowany przez Johna Murphy’ego motyw Supermana autorstwa Williamsa. Utwór został publicznie udostępniony tego samego dnia przez WaterTower Music na wszystkich platformach streamingowych.

## Wydanie
Światowa premiera Supermana odbyła się 7 lipca 2025 w hollywoodzkim kinie Chinese Theater. Do szerokiej dystrybucji kinowej film wszedł w niektórych krajach 9 lipca, a w innych, m.in. w Stanach Zjednoczonych, Chinach i Polsce – 11 lipca.

## Odbiór

### Box office
W Stanach Zjednoczonych i Kanadzie film zarobił ponad 331 mln USD. W innych krajach suma przychodów stanowiła równowartość  około 248 mln USD, co daje łączny przychód z biletów wynoszący blisko 580 milionów dolarów.

### Reakcje krytyków
Film spotkał się z pozytywną reakcją krytyków. W serwisie Rotten Tomatoes 84% z 444 recenzji uznano za pozytywne. Na portalu Metacritic średnia ważona ocen z 58 recenzji wyniosła 68 punktów na 100. Krytycy uznali oni go za zabawny i pełen kolorów, choć niektórzy uważali, że jest „zbyt wypchany” niektórymi postaciami i wątkami, chwalono natomiast występy Corensweta, Brosnahan i Houlta. Według serwisu CinemaScore, zajmującego się mierzeniem atrakcyjności filmów w Stanach Zjednoczonych, publiczność przyznała mu ocenę A- w skali od F do A+. Taką samą ocenę otrzymał Człowiek ze stali. W badaniu przeprowadzonym przez konkurencyjny PostTrak 86% widowni przyznała pozytywną ocenę, a 74% publiczności „zdecydowanie poleca” film.